# Eva Piera Rojo
Eva Piera Rojo (Madrid, 4 de maig de 1968) és una economista i política espanyola.

## Biografia
Nascuda el 4 de maig de 1968 a Madrid, es va llicenciar en Ciències Econòmiques i Empresarials per la Universitat Complutense de Madrid (UCM). Va cursar un màster en Ciències Econòmiques a l'IESE.
El 1996 va contraure matrimoni amb Andrés Calvo-Sotelo Ibáñez-Martín, fill de Leopoldo Calvo-Sotelo Bustelo.
Piera, que havia treballat anteriorment per Société Générale, va entrar el 2006 en l'administració pública de la Comunitat de Madrid. Va exercir el càrrec de viceconsellera d'Economia, Comerç i Consum de la Comunitat de Madrid entre 2008 i 2012, dins dels governs d'Esperanza Aguirre.
Candidata nombre 27 de la llista del Partit Popular (PP) per a les eleccions a l'Assemblea de Madrid de maig de 2011, va resultar escollida diputada de la novena legislatura del Parlament regional.
Al febrer de 2013 va ser triada per substituir Román Escolano com a directora de Relacions Institucionals del BBVA, sent substituïda al parlament regional per María de las Mercedes Delgado de Robles Sanguino.
En 2017 va ser contractada per Mapfre.